# Командний чемпіонат Європи з легкої атлетики 2023
Командний чемпіонат Європи з легкої атлетики 2023 був проведений в межах усіх трьох дивізіонів 20-25 червня в Хожуві на Сілезькому стадіоні.
Чемпіонат мав статус легкоатлетичних змагань на Європейських іграх 2023.
Первісно, змагання Суперліги у межах командного чемпіонату-2023 повинні були проходити в Мадриді згідно з рішенням Ради Європейської легкоатлетичної асоціації, прийнятим у травні 2021. На момент прийняття цього рішення тривали перемовини між Європейською легкоатлетичною асоціацією та Олімпійськими комітетами Європи з приводу включення легкоатлетичних змагань чотирьох ліг командного чемпіонату Європи до програми Європейських ігор 2023, які мала приймати Польща. З огляду на це, рішення про проведення змагань 2023 року в Мадриді було прийнято з умовою: якщо буде досягнуто домовленості про включення легкої атлетики до програми Ігор-2023, то командний чемпіонат-2023 буде приймати польське місто, а Мадриду буде надано право приймати наступний, 2025 року, командний чемпіонат Суперліги. У жовтні 2021 було оголошено про досягнення таких домовленостей, і згодом рішення про проведення чемпіонату-2023 у Хожуві, а чемпіонату-2025 у Мадриді було остаточно затверджено.

## Європейські ігри

### Призери
Для визначення призерів Європейських ігор брались до уваги три найкращі результати, показані у кожній дисципліні за підсумками виступів у всіх трьох дивізіонах Командного чемпіонату Європи. Абсолютна більшість призових результатів була показана у межах змагань 1-го дивізіону. Водночас, призові результати, показані у 2-му та 3-му дивізіонах, позначені піктограмами  та  відповідно.

#### Чоловіки
| Дисципліни                | Золото                                                          | Золото     | Срібло                                                           | Срібло      | Бронза                                             | Бронза      |
| ------------------------- | --------------------------------------------------------------- | ---------- | ---------------------------------------------------------------- | ----------- | -------------------------------------------------- | ----------- |
| 100 метрів                | Самуеле Чеккареллі Італія                                       | 10,13 =PB  | Рафаель Бужу Нідерланди                                          | 10,14       | Джеремая Азу Велика Британія                       | 10,16 =SB   |
| 200 метрів                | Раян Зезе Франція                                               | 20,29 SB   | Альберт Команський Польща                                        | 20,50       | Ян Волко Словаччина                                | 20,53 SB    |
| 400 метрів                | Говард Бентдаль Інгвальдсен Норвегія                            | 44,88 CR   | Жуан Коелью Португалія                                           | 45,05 NR    | Лімарвін Боневасія Нідерланди                      | 45,06 SB    |
| 800 метрів                | Рамон Віпфлі Швейцарія                                          | 1.46,73 PB | Філіп Шнейдр Чехія                                               | 1.46,84     | Мехмет Челік Туреччина                             | 1.46,84 PB  |
| 1500 метрів               | Мохамед Катір Іспанія                                           | 3.36,95 CR | Айзек Надер Португалія                                           | 3.37,37     | Нільс Ларос Нідерланди                             | 3.37,59     |
| 5000 метрів               | Тьєррі Ндікумвенайо Іспанія                                     | 13.25,48   | Андреас Альмгрен Швеція                                          | 13.25,70 SB | Єманеберхан Кріппа Італія                          | 13.34,29 SB |
| 110 метрів з бар'єрами    | Джейсон Джозеф Швейцарія                                        | 13,12 CR   | Мілан Трайкович Кіпр                                             | 13,38 SB    | Енріке Льйопіс Іспанія                             | 13,44       |
| 400 метрів з бар'єрами    | Алессандро Сібіліо Італія                                       | 48,14 CR   | Расмус Мягі Естонія                                              | 48,63 SB    | Ісмаїл Незір Туреччина                             | 48,84       |
| 3000 метрів з перешкодами | Даніель Арсе Іспанія                                            | 8.25,88    | Еміль Бломберг Швеція                                            | 8.26,27     | Зак Седдон Велика Британія                         | 8.27,42     |
| 4×100 метрів              | НімеччинаЮліан Вагнер Марвін Шульте Джошуа Гартманн Яннік Вольф | 38,34 SB   | ІталіяЛоренцо Патта Самуеле Чеккареллі Марко Річчі Філіппо Торту | 38,47 SB    | ФранціяДілан Ріго Жефф Ер'юс Раян Зезе Джиммі Віко | 38,51 SB    |
| Стрибки у висоту          | Джанмарко Тамбері Італія                                        | 2,29 SB    | Тома Кармуа Бельгія                                              | 2,29 =PB    | Норберт Кобельський Польща                         | 2,26        |
| Стрибки з жердиною        | Менно Влон Нідерланди                                           | 5,85       | Еммануїл Караліс Греція                                          | 5,80        | Тібо Колле Франція                                 | 5,80        |
| Стрибки в довжину         | Мільтіадіс Тентоглу Греція                                      | 8,34 SB    | Маттія Фурлані Італія                                            | 7,97        | Зімон Егаммер Швейцарія                            | 7,95        |
| Потрійний стрибок         | Тобія Боккі Італія                                              | 16,84      | Неджаті Ер Туреччина                                             | 16,71 SB    | Владислав Шепелєв Україна                          | 16,67 PB    |
| Штовхання ядра            | Зейн Вейр Італія                                                | 21,59      | Філіп Міхалевич Хорватія                                         | 21,33       | Скотт Лінкольн Велика Британія                     | 21,10 SB    |
| Метання диска             | Крістьян Чех Словенія                                           | 69,94 CR   | Данієль Штоль Швеція                                             | 67,25       | Андрюс Гудзюс Литва                                | 64,94       |
| Метання молота            | Войцех Новицький Польща                                         | 79,61      | Михайло Кохан Україна                                            | 77,03 SB    | Томас Мардал Норвегія                              | 76,50       |
| Метання списа             | Юліан Вебер Німеччина                                           | 86,26      | Едіс Матусевічус Литва                                           | 84,22 SB    | Артур Фельфнер Україна                             | 82,24 SB    |

#### Жінки
| Дисципліни                | Золото                                                  | Золото     | Срібло                                                                       | Срібло     | Бронза                                                      | Бронза     |
| ------------------------- | ------------------------------------------------------- | ---------- | ---------------------------------------------------------------------------- | ---------- | ----------------------------------------------------------- | ---------- |
| 100 метрів                | Ева Свобода Польща                                      | 11,09 CR   | Рані Росіус Бельгія                                                          | 11,20 =PB  | Нкетія Седо Нідерланди                                      | 11,24      |
| 200 метрів                | Ліке Клавер Нідерланди                                  | 22,46 PB   | Олівія Фотопулу Кіпр                                                         | 22,71 PB   | Б'янка Вільямс Велика Британія                              | 22,75 SB   |
| 400 метрів                | Фемке Бол Нідерланди                                    | 49,82 CR   | Наталя Качмарек Польща                                                       | 50,34      | Андреа Міклос Румунія                                       | 50,67 PB   |
| 800 метрів                | Наталія Кроль Україна                                   |            | Б'янка Кері Угорщина                                                         | 1.59,80 PB | Габріела Гаянова Словаччина                                 | 1.59,92    |
| 1500 метрів               | Клаудія Міхаела Бобоча Румунія                          | 4.08,68    | Вера Гоффманн Угорщина                                                       | 4.08,78    | Габія Гальвідіте Словаччина                                 | 4.09,48 PB |
| 5000 метрів               | Агате Кауне Латвія                                      | 15.15,21   | Надя Баттоклетті Італія                                                      | 15.25,09   | Ханна Наттолл Велика Британія                               | 15.29,49   |
| 100 метрів з бар'єрами    | Пія Скшишовська Польща                                  | 12,77 SB   | Надін Віссер Нідерланди                                                      | 12,81      | Сара Лавін Ірландія                                         | 12,82 SB   |
| 400 метрів з бар'єрами    | Кароліна Крафцик Німеччина                              | 54,47 SB   | Айоміде Фолорунсо Італія                                                     | 54,79 SB   | Кателейн Петерс Нідерланди                                  | 54,97      |
| 3000 метрів з перешкодами | Луїза Гега Албанія                                      | 9.17,31 CR | Маруша Мішмаш-Зрімшек Словенія                                               | 9.23,41    | Грета Карінаускайте Литва                                   | 9.28,48    |
| 4×100 метрів              | НідерландиНкетія Седо Ліке Клавер Яміле Самуель Таса Їя | 42,61 SB   | ПольщаМаріка Попович-Драпала Моніка Ромашко Магдалена Стефанович Ева Свобода | 42,97 SB   | ІспаніяКармен Марко Паула Гарсія Паула Севілья Жаель Бестюе | 43,13 SB   |
| Стрибки у висоту          | Ярослава Магучіх Україна                                | 1,97       | Даніела Станчу Румунія                                                       | 1,94       | Наваль Менікер Франція                                      | 1,92       |
| Стрибки з жердиною        | Вілма Мурто Фінляндія                                   | 4,71       | Тіна Шутей Словенія                                                          | 4,70       | Ангеліка Мозер Швейцарія                                    | 4,60       |
| Стрибки в довжину         | Міліца Гардашевич Сербія                                | 6,82       | Іларі Капатша Франція                                                        | 6,75       | Ларісса Япікіно Італія                                      | 6,66       |
| Потрійний стрибок         | Марина Бех-Романчук Україна                             | 14,58      | Тугба Данішмаз Туреччина                                                     | 14,16 NR   | Оттавія Честонаро Італія                                    | 14,09      |
| Штовхання ядра            | Оріоль Донгмо Португалія                                | 19,07      | Ємісі Огунлеє Німеччина                                                      | 18,85      | Акселіна Йоханссон Швеція                                   | 18,32      |
| Метання диска             | Крістін Пуденц Німеччина                                | 66,84 SB   | Дейзі Осакуе Італія                                                          | 64,35      | Меліна Робер-Мішон Франція                                  | 64,31      |
| Метання молота            | Сара Фантіні Італія                                     | 73,26 =SB  | Б'янка Гелбер Румунія                                                        | 72,97      | Сілья Косонен Фінляндія                                     | 72,34      |
| Метання списа             | Ліна Мюзе Латвія                                        | 62,38      | Нікола Огроднікова Чехія                                                     | 61,75 SB   | Вікторія Гадсон Австрія                                     | 60,27      |

#### Змішана дисципліна
| Дисципліна   | Золото                                                       | Золото     | Срібло                                                              | Срібло     | Бронза                                                       | Бронза     |
| ------------ | ------------------------------------------------------------ | ---------- | ------------------------------------------------------------------- | ---------- | ------------------------------------------------------------ | ---------- |
| 4×400 метрів | ЧехіяМатей Крсек Тереза Петржилкова Віт Мюллер Лада Вондрова | 3.12,34 CR | ПольщаМакс Швед Анна Келбасинська Ігор Богачинський Наталя Качмарек | 3.12,87 SB | БельгіяЙонатан Сакор Камілль Лаус Ділан Борле Синтія Болінго | 3.12,97 SB |

### Медальний залік
У таблиці нижче враховані медалі, отримані за підсумками виступів спортсменів у індивідуальних дисциплінах. Ці медалі враховувались у загальному медальному заліку Європейських ігор.
За підсумками легкоатлетичної програми Ігор українська команда посіла 5 місце із шістьма медалями, включаючи три золоті нагороди.
| Місце               | Країна              | Золото | Срібло | Бронза | Загалом |
| ------------------- | ------------------- | ------ | ------ | ------ | ------- |
| 1                   | Італія              | 7      | 5      | 3      | 15      |
| 2                   | Нідерланди          | 4      | 2      | 4      | 10      |
| 3                   | Німеччина           | 4      | 1      | 1      | 6       |
| 4                   | Польща              | 3      | 5      | 1      | 9       |
| 5                   | Україна             | 3      | 1      | 2      | 6       |
| 6                   | Іспанія             | 3      | 0      | 2      | 5       |
| 7                   | Швейцарія           | 2      | 0      | 2      | 4       |
| 8                   | Латвія              | 2      | 0      | 0      | 2       |
| 9                   | Румунія             | 1      | 2      | 1      | 4       |
| 10                  | Португалія          | 1      | 2      | 0      | 3       |
| 10                  | Словенія            | 1      | 2      | 0      | 3       |
| 10                  | Чехія               | 1      | 2      | 0      | 3       |
| 13                  | Франція             | 1      | 1      | 4      | 6       |
| 14                  | Греція              | 1      | 1      | 0      | 2       |
| 15                  | Норвегія            | 1      | 0      | 1      | 2       |
| 15                  | Фінляндія           | 1      | 0      | 1      | 2       |
| 17                  | Албанія             | 1      | 0      | 0      | 1       |
| 17                  | Сербія              | 1      | 0      | 0      | 1       |
| 19                  | Швеція              | 0      | 3      | 1      | 4       |
| 20                  | Туреччина           | 0      | 2      | 2      | 4       |
| 21                  | Бельгія             | 0      | 2      | 1      | 3       |
| 22                  | Кіпр                | 0      | 2      | 0      | 2       |
| 23                  | Литва               | 0      | 1      | 3      | 4       |
| 24                  | Естонія             | 0      | 1      | 0      | 1       |
| 24                  | Люксембург          | 0      | 1      | 0      | 1       |
| 24                  | Угорщина            | 0      | 1      | 0      | 1       |
| 24                  | Хорватія            | 0      | 1      | 0      | 1       |
| 28                  | Велика Британія     | 0      | 0      | 5      | 5       |
| 29                  | Словаччина          | 0      | 0      | 2      | 2       |
| 30                  | Ірландія            | 0      | 0      | 1      | 1       |
| 30                  | Австрія             | 0      | 0      | 1      | 1       |
| Загалом (31 збірна) | Загалом (31 збірна) | 38     | 38     | 38     | 114     |

## Командний чемпіонат Європи
За регламентом змагань, від однієї країни у кожній дисципліні брав участь один атлет, який 1 місце якого його збірна команда отримувала 16 очок, за 2 місце — 15, за 3 місце — 14 тощо аж до 1 очка за останнє, 16 місце. У відповідній дисципліні очки не нараховувались тим збірним, атлети чи команди, яких не показали у цій дисципліні залікового результату. У разі однакових результатів атлетів двох країн у тій самій дисципліні, вони отримували на 0,5 очка менше (наприклад, за два перших місця своїх атлетів у одній дисципліні двом збірним країнам, яких вони представляли, йшло до заліку не 16, а 15,5 очок тощо).

### Підсумковий залік
У змаганнях 1-го дивізіону Командного чемпіонату Європи взяли участь 16 збірних команд. Збірні 1-го дивізіону визначали команду-переможця командного чемпіонату Європи з легкої атлетики 2023 та його призерів.
У змаганнях 2-го дивізіону командного чемпіонату Європи взяли участь 16 збірних команд, включаючи команду України.
У змаганнях 3-го дивізіону командного чемпіонату Європи взяли участь 15 збірних команд.
| Місце | Команда         | Очки  |
| ----- | --------------- | ----- |
| 1     | Італія          | 426,5 |
| 2     | Польща          | 402,5 |
| 3     | Німеччина       | 387,5 |
| 4     | Іспанія         | 352   |
| 5     | Велика Британія | 341   |
| 6     | Нідерланди      | 339,5 |
| 7     | Франція         | 337,5 |
| 8     | Португалія      | 315   |
| 9     | Чехія           | 303,5 |
| 10    | Швеція          | 283   |
| 11    | Фінляндія       | 282,5 |
| 12    | Швейцарія       | 263   |
| 13    | Греція          | 256,5 |
| 14 ↓  | Бельгія         | 250   |
| 15 ↓  | Туреччина       | 245   |
| 16 ↓  | Норвегія        | 223   |

| Місце | Команда    | Очки   |
| ----- | ---------- | ------ |
| 1 ↑   | Угорщина   | 456,5  |
| 2 ↑   | Україна    | 435,5  |
| 3 ↑   | Литва      | 372,50 |
| 4     | Словенія   | 372    |
| 5     | Румунія    | 344    |
| 6     | Данія      | 312    |
| 7     | Сербія     | 307    |
| 8     | Словаччина | 302    |
| 9     | Хорватія   | 301,5  |
| 10    | Естонія    | 298,5  |
| 11    | Болгарія   | 298,5  |
| 12    | Кіпр       | 288    |
| 13    | Латвія     | 283,5  |
| 14 ↓  | Ісландія   | 246,5  |
| 15 ↓  | Люксембург | 198    |
| 16 ↓  | Молдова    | 170    |

| Місце | Команда              | Очки  |
| ----- | -------------------- | ----- |
| 1 ↑   | Ірландія             | 494   |
| 2 ↑   | Австрія              | 473,5 |
| 3 ↑   | Ізраїль              | 434   |
| 4     | Боснія і Герцеговина | 363   |
| 5     | Мальта               | 352,5 |
| 6     | Грузія               | 290   |
| 7     | Андорра              | 269   |
| 8     | Чорногорія           | 258   |
| 9     | Албанія              | 257   |
| 10    | Вірменія             | 255   |
| 11    | Північна Македонія   | 235   |
| 12    | Сан-Марино           | 192   |
| 13    | Азербайджан          | 180   |
| 14    | Косово               | 150   |
| 15    | Ліхтенштейн          | 32    |

### Виступ українців
Нижче наводяться результати виступів українських легкоатлетів у індивідуальних дисциплінах 2-го дивізіону.
| Чоловіки | Дисципліна | Жінки      |               |         | |             |
| Місце    | Атлет | Результат  | Місце         | Атлетка | Результат |             |
| -------- | --- | ---------- | ------------- | ------- | --- | ----------- |
| 4        | Андрій Васильєв Запорізька область | 10,41      | 100 м         | 6       | Діана Гончаренко Сумська область                                                                                       | 11,55 PB    |
| 8        | Станіслав Коваленко Дніпропетровська область | 21,07 SB   | 200 м         | 4       | Тетяна Кайсен Дніпропетровська область                                                                                 | 23,28 PB    |
| 2        | Олександр Погорілко Сумська область | 45,31 PB   | 400 м         | 6       | Катерина Карпюк Запорізька область                                                                                     | 52,45 SB    |
| 3        | Олег Миронець Чернівецька область | 1.47,86 PB | 800 м         | 1       | Наталія Кроль Рівненська область                                                                                       | 1.59,77 SB  |
| 8        | Дмитрій Ніколайчук Київ | 3.45,44    | 1500 м        | 4       | Ольга Ляхова Полтавська область                                                                                        | 4.10,99 PB  |
| 6        | Богдан-Іван Городиський Київ | 14.06,00   | 5000 м        | 4       | Валерія Зіненко Донецька область                                                                                       | 15.36,98 PB |
| 8        | Олег Кукота Київ | 14,08 PB   | 100/110 м з/б | 5       | Анна Плотіцина Київська область                                                                                        | 13,18       |
| 8        | Ростислав Голубович Черкаська область | 52,01      | 400 м з/б     | 1       | Вікторія Ткачук Донецька область                                                                                       | 55,87       |
| 8        | Роман Ростикус Львівська область | 8.59,73    | 3000 м з/п    | 4       | Наталія Стребкова Тернопільська область                                                                                | 10.00,17    |
| 1        | Ерік Костриця Волинська областьАндрій Васильєв Запорізька областьСтаніслав Коваленко Дніпропетровська областьОлександр Соколов Миколаївська область | 39,03 SB   | 4×100 м       | —       | Олена Радюк-Кючук Донецька областьДіана Гончаренко Сумська областьЯна Качур КиївТетяна Кайсен Дніпропетровська область | DNF         |
| 3        | Олег Дорощук Кіровоградська область | 2,24       | висота        | 1       | Ярослава Магучіх Дніпропетровська область                                                                              | 1,97        |
| 1        | Владислав Малихін Київська область | 5,40       | жердина       | 4       | Яна Гладійчук Київ | 4,15        |
| 7        | Сергій Никифоров Київська область | 7,56       | довжина       | —       | Марина Бех-Романчук Хмельницька область                                                                                | NM          |
| 1        | Владислав Шепелєв Одеська область | 16,67 PB   | потрійний     | 1       | Марина Бех-Романчук Хмельницька область                                                                                | 14,58       |
| 2        | Роман Кокошко Одеська область | 20,46      | ядро          | 13      | Марія Ларіна Донецька область                                                                                          | 13,30       |
| 4        | Микита Нестеренко Дніпропетровська область | 62,42 SB   | диск          | 9       | Дар'я Козачок Житомирська область                                                                                      | 48,61 PB    |
| 1        | Михайло Кохан Дніпропетровська область | 77,03 SB   | молот         | 8       | Валерія Іваненко-Кириліна Черкаська область                                                                            | 61,19       |
| 2        | Артур Фельфнер Київська область | 82,24 SB   | спис          | 8       | Ганна Гацько Запорізька область                                                                                        | 54,49       |

| Змішана дисципліна | Дисципліна |            |         |
| Місце              | Команда | Результат  |         |
| ------------------ | --- | ---------- | ------- |
| 3                  | Микита Барабанов Запорізька областьКатерина Карпюк Запорізька областьОлександр Погорілко Сумська областьАнна Рижикова Дніпропетровська область | 3.15,13 SB | 4×400 м |